# Fakhruddin Ahmed
Fakhruddin Ahmed (Munshiganj, 1 de mayo de 1940) es un político y economista bangladesí, que se ha desempeñado en diversos cargos públicos, en especial como Gobernador del Banco de Bangladés.
El 12 de enero de 2007, fue designado como primer ministro de Bangladés, en una coalición interina no partidaria que se hizo cargo del gobierno durante la crisis política bangladesí de 2006-2008. Siguió en el puesto por dos años más de superada la situación, más tiempo de lo previsto, pero se celebraron finalmente elecciones el 29 de diciembre de 2008, y la Liga Awami asumió el gobierno gracias a su mayoría parlamentaria.

## Primeros años y carrera
Ahmed nació el 1 de mayo de 1940 en Munshiganj, hijo de Mohiuddin Ahmed. Estudió Ciencias Económicas en la Universidad de Daca, donde obtuvo su título de grado y doctorado, en 1960 y 1961, respectivamente, siendo el primero en su promoción en ambos casos. Consiguió un máster en Desarrollo Económico en el Williams College y un Ph.D. en Ciencias Económicas en la Universidad de Princeton en 1975. Su tesis doctoral se tituló «Migración y empleo en el modelo multisectorial; aplicación en Bangladés.»
Se convirtió en director de la Fundación Palli Karma-Sahayak (PKSF, por sus siglas en inglés), la organización apéndice de microfinanzas, como tal el 1 de junio de 2005.

## Gobierno interino

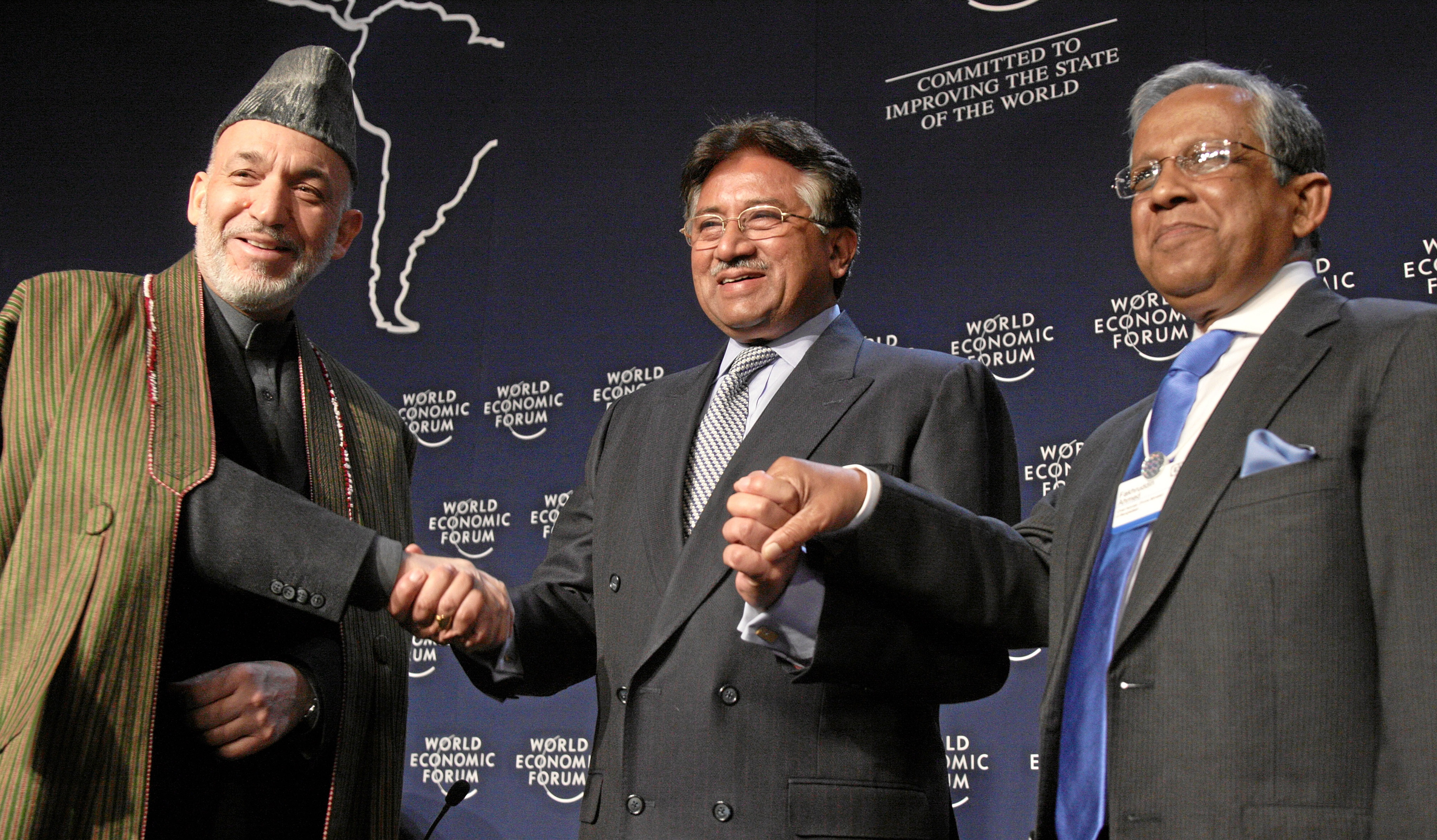
Hamid Karzai, Pervez Musharraf y Fakhruddin Ahmed en el encuentro anual del 2008 en el Foro Económico Mundial de Davos, Suiza.

El 12 de enero de 2007, el presidente Iajuddin Ahmed lo juramentó como Jefe del Consejo de Ministros Interino, luego de que aquél disolvió al anterior gobierno interino. Fakhruddin Ahmed fue reconocido como el artífice del fin de la crisis política que se vivía en el momento, que fue descrita como una situación de anarquía en todo el país.[cita requerida]
Más de 160 políticos reconocidos, empleados públicos y autoridades policiales fueron arrestadas acusadas de corrupción y crímenes económicos. Entre los detenidos se encontraban figuras políticas destacadas de los principales partidos, la Liga Awami y el Partido Nacionalista, incluyendo los antiguos premiers Sheikh Hasina y Jaleda Zia, como también el primer ministro interino Fazlul Haque.[cita requerida]
Ahmed se desmayó dando un discurso mientras participaba de un evento de tres días el 3 de junio de 2007, aparentemente debido al calor, y luego hospitalizado. Fue hospitalizado, pero dado de alta ese mismo día.